# Ludwik Grosfeld

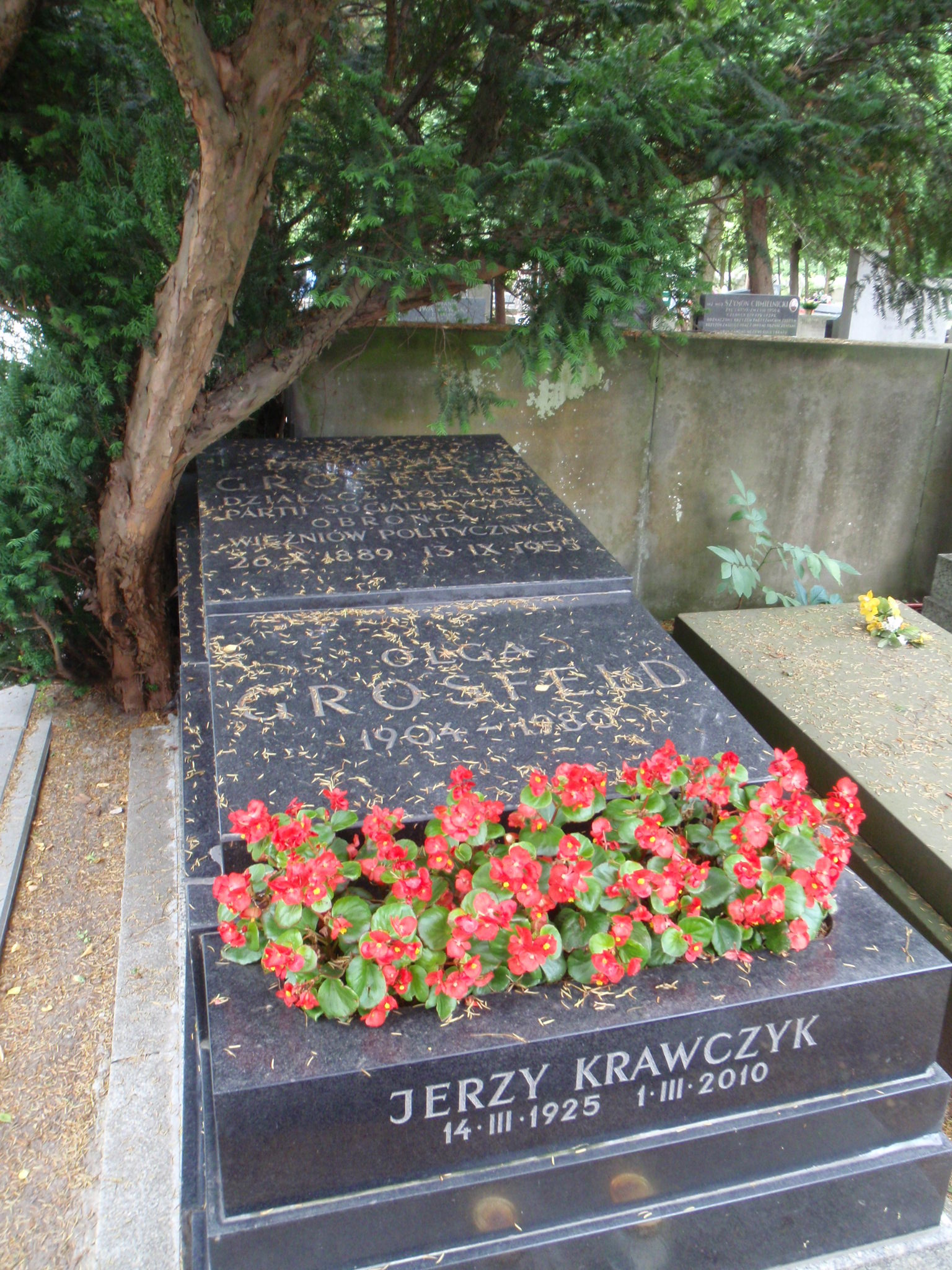
Grób Ludwika Grosfelda na Cmentarzu Wojskowym na Powązkach w Warszawie

Ludwik Grosfeld, Ludwik Otto Grosfeld (ur. 26 października 1889 w Przemyślu, zm. 13 września 1955 w Warszawie) – doktor praw, adwokat, polityk, minister skarbu w rządzie Stanisława Mikołajczyka, podsekretarz stanu w Ministerstwie Przemysłu i Handlu w rządzie Józefa Cyrankiewicza.

## Życiorys
Urodził się w rodzinie urzędniczej; syn Izydora i Beaty. Absolwent Wydziału Prawa Uniwersytetu Lwowskiego, doktorat uzyskał na Uniwersytecie Jagiellońskim (1912). Był aplikantem sądowym i adwokackim w Przemyślu (1912-1915). Służył w armii Austro-Węgier (1915-1918). W II Rzeczypospolitej był adwokatem w Przemyślu (1919-1939). Radny rady miejskiej Przemyśla (1929–1939) z listy Polskiej Partii Socjalistycznej, od 1934 członek Rady Naczelnej PPS.
W latach 1939–1945 przebywał na emigracji, we Francji i Wielkiej Brytanii. Był m.in. sekr. gen. Ministerstwa Pracy i Opieki Społecznej (1940-1943) i ministrem skarbu w rządzie Stanisława Mikołajczyka (1943-1944). Był przedstawicielem Polski na konferencji w Bretton Woods.
Od 1942 sekretarz Komitetu Zagranicznego PPS. W 1944 zwolennik polityki premiera Stanisława Mikołajczyka ugody z ZSRR. W marcu 1945 poparł ustalenia konferencji jałtańskiej i wraz ze skupioną wokół siebie grupą opuścił Komitet Zagraniczny PPS, tworząc tzw. Zjednoczoną Grupę członków PPS w Wielkiej Brytanii. Po procesie szesnastu, konferencji moskiewskiej (17–21 czerwca 1945) i utworzeniu Tymczasowego Rządu Jedności Narodowej grupa Grosfelda wydała oświadczenie o jego uznaniu i gotowości do zjednoczenia z koncesjonowaną PPS w kraju.
W lipcu 1945 mianowany przez Tymczasowy Rząd Jedności Narodowej komisarzem Banku Polskiego w Londynie i powołany na członka komisji likwidacyjnej tego banku. Głównym zadaniem była kwestia przejęcia złota Banku Polskiego (instytucji prywatnej z udziałem skarbu państwa) przez rząd w Warszawie.
Po powrocie z Wielkiej Brytanii we wrześniu 1945 wstąpił do koncesjonowanej PPS, 4 listopada 1945, został dokooptowany do Rady Naczelnej tej partii. Od 29 grudnia 1945 poseł do Krajowej Rady Narodowej.
18 października 1945 mianowany podsekretarzem stanu w Ministerstwie Żeglugi i Handlu Zagranicznego, od 7 lutego 1947 pełnił funkcję kierownika tego resortu. Od 15 kwietnia 1947 podsekretarz stanu ds. handlu zagranicznego w Ministerstwie Przemysłu i Handlu w utworzonym po sfałszowanych wyborach do Sejmu Ustawodawczego rządzie Józefa Cyrankiewicza. Od stycznia 1947 poseł na Sejm Ustawodawczy.
Na XXVII Kongresie PPS (14–17 grudnia 1947 we Wrocławiu) wybrany do Rady Naczelnej PPS, której członkiem pozostawał do Kongresu Zjednoczeniowego PPS i PPR, w którym uczestniczył w dniach 15–21 grudnia 1948 w Warszawie. Po kongresie członek Polskiej Zjednoczonej Partii Robotniczej. W 1949 organizator Polskiej Izby Handlu Zagranicznego, od 28 września 1949 do śmierci jej pierwszy prezes. W latach 1947–1952 poseł na Sejm Ustawodawczy.
Został pochowany na Cmentarzu Wojskowym na Powązkach (kwatera B 2 rz. 9 m. 1).
Odznaczony m.in. Krzyżem Komandorskim Orderu Odrodzenia Polski (1946) oraz bułgarskim Orderem 9 września 1944 II stopnia (1948) i Krzyżem Komandorskim z Gwiazdą Orderu Narodowego Zasługi (Bułgaria, 1946).